# Zdzisław Bernat
Zdzisław Bernat (ur. 5 grudnia 1930 w Poznaniu, zm. 14 czerwca 1994 tamże) – polski duchowny rzymskokatolicki.

## Życiorys
W latach 1951–1957 studiował teologię w Poznaniu i Gnieźnie, święcenia kapłańskie otrzymał 30 maja 1957 w katedrze w Poznaniu. Początkowo pracował w Kościanie, a następnie powrócił do Poznania, gdzie w 1960 reaktywował Poznański Chór Katedralny. W latach 1960–1964 studiował muzykologię na Katolickim Uniwersytecie Lubelskim, a po obronie magisterium wykładał tam harmonię oraz historię chorału gregoriańskiego i prowadził jednocześnie chór uniwersytecki. W 1971 wrócił do Poznania i w Arcybiskupim Seminarium Duchownym wykładał muzykę kościelną, a w latach 1972–1992 ponownie pełnił funkcję dyrygenta chóru katedralnego. Pracował również jako kompozytor i docent chóralistyki Akademii Muzycznej w Poznaniu.
Był autorem monografii o Wacławie Gieburowskim. W 1984 został odznaczony Złotą Odznaką Polskiego Związku Chórów i Orkiestr, a w 1993 wojewoda poznański Włodzimierz Łęcki uhonorował go medalem „Ad Perpetuam Rei Memoriam”. W 1994, „w uznaniu wybitnych osiągnięć w dziedzinie muzykologii i chóralistyki, a w szczególności za organizację pierwszego powojennego zespołu śpiewaczego w katedrze, który godnie nawiązuje do świetnych tradycji, sławiąc imię naszego miasta w kraju i poza jego granicami”, Rada Miasta Poznania przyznała mu odznaczenie „Zasłużony dla Miasta Poznania”.